# Мамхег
Ма́мхег (адыг. Мамхыгъ) — аул в Шовгеновском муниципальном районе Республики Адыгея. Образует Мамхегское сельское поселение.

## География
Аул расположен на берегу реки Фарс, напротив районного центра, аула Хакуринохабль.

## История
Аул основан в 1864 году. Заселён потомками адыгского субэтноса мамхеги, которые до Кавказской (Русско-черкесской) войны проживали при слиянии реки Белой и Курджипса, в районе современного Майкопа. Изначально аул носил название Патокай по фамилии родовитых Патоковых.

## Население
| 2002  | 2010  | 2012  | 2013  | 2014  | 2015  | 2016  |
| ----- | ----- | ----- | ----- | ----- | ----- | ----- |
| 1765  | ↗2011 | ↗2020 | ↘2008 | ↗2019 | ↘2017 | ↗2023 |
| 2017  | 2018  | 2019  | 2020  | 2021  | 2023  | 2024  |
| ↘2010 | ↘1985 | ↗2001 | ↘1978 | ↗2029 | ↗2032 | ↘2019 |

## Национальный состав
По переписи населения 2010 года из 2 011 проживающих в районе, 1 977 человек указали свою национальность:
| Национальность | %       | Численность |
| -------------- | ------- | ----------- |
| Адыгейцы       | 89,28 % | 1 765       |
| Русские        | 7,59 %  | 150         |
| Молдаване      | 1,16 %  | 23          |
| Черкесы        | 0,71 %  | 14          |
| Армяне         | 0,56 %  | 11          |
| Татары         | 0,51 %  | 10          |
| Абхазы         | 0,20 %  | 4           |

По данным Всероссийской переписи 2021 года:
| Народ               | Численность, чел. | Доля от всего населения, % |
| ------------------- | ----------------- | -------------------------- |
| Адыги (Черкесы)     | 1 736             | 85,56 %                    |
| Русские             | 221               | 10,89 %                    |
| другие / не указано | 72                | 3,55 %                     |
| всего               | 2 029             | 100,0 %                    |